# Hex-1-ène
L’hex-1-ène est un alcène de formule brute C6H12. C’est l’un des 17 isomères de l’hexène. L’hex-1-ène est une oléfine alpha, c’est-à-dire que sa double liaison est en position alpha, ce qui lui assure une grande réactivité et donc des propriétés chimiques utiles. L’hex-1-ène est d’ailleurs une α-oléfine linéaire de grande importance dans l’industrie.

## Utilisation
La position α de la double liaison de l’hex-1-ène offre une bonne réactivité qui est utilisée pour la synthèse de l’acide heptanoïque utilisé dans la fabrication de lubrifiants.
La réaction est une hydroformylation à partir d’hex-1-ène, de monoxyde de carbone et de dihydrogène en présence d’un catalyseur à une température d’environ 150 °C, suivie d’une oxydation de l’aldéhyde en présence d’air et d’un autre catalyseur.
{\displaystyle {\rm {CH_{3}-C_{3}H_{6}-CH=CH2\ +\ CO\ +\ H_{2}\ {\xrightarrow[{}]{cat.1}}\ CH_{3}-C_{5}H_{1}0-COH}}}
{\displaystyle {\rm {CH_{3}-C_{5}H_{1}0-COH\ +\ 0,5O_{2}\ {\xrightarrow[{}]{cat.2}}\ CH_{3}-C_{5}H_{1}0-COOH}}}
Ce procédé permet d’obtenir un ratio de 20:1 en faveur d’un acide linéaire face aux isomères ramifiés et est également utilisé pour produire l’acide nonanoïque à partir de l’oct-1-ène.
Une autre utilisation de l’hex-1-ène est la copolymérisation pour la production de dérivés du polyéthylène. L’hex-1-ène est ajouté pour obtenir du polyéthylène à basse densité linéaire (PEBDL, LLDPE en anglais) jusqu’à une concentration de 12 %. Cette co-α-oléfine est habituellement ajoutée lors de la polymérisation en phase liquide.
Elle sert aussi, comme le but-1-ène et l’oct-1-ène, à produire des plastomères par catalyse avec un métallocène.

## Production et synthèse
La production de l’hex-1-ène est principalement issue de la polymérisation de l’éthylène qui forme un large mélange d’alcènes et de leur séparation par distillation.